# Brateiu
Brateiu is een Roemeense gemeente in het district Sibiu.
Brateiu telt 3602 inwoners.